# Na jednej z dzikich plaż
Na jednej z dzikich plaż – singel polskiej grupy muzycznej Rotary promujący debiutancki album Rotary, wydany w 1996 roku nakładem wydawnictwa muzycznego PolyGram. Utwór uznawany jest za najbardziej znaną piosenkę w historii zespołu.
Singel promowany był w rozgłośniach radiowych na terenie całego kraju, zajął m.in. 18. miejsce na Liście Przebojów Programu Trzeciego oraz 2. pozycję na Szczecińskiej Liście Przebojów.

## Lista utworów
Opracowano na podstawie materiału źródłowego.
1. „Na jednej z dzikich plaż” –  3:39
2. „Na jednej z dzikich plaż” (Mediolan Mix) –  5:37
3. „Na jednej z dzikich plaż” (Cool Mix) –  4:24

## Notowania utworu
| Lista                              | Pozycja |
| ---------------------------------- | ------- |
| Lista Przebojów Programu Trzeciego | 18      |
| Szczecińska Lista Przebojów        | 2       |